# Charles Yanofsky
Charles Yanofsky sinh ngày 17 tháng 4 năm 1925 tại New York, là nhà di truyền học hàng đầu người Mỹ.

## Cuộc đời và Sự nghiệp
Sinh tại New York, Yanofsky học ở City College of New York và ở Đại học Yale.
Năm 1964, Yanofsky và các bạn đồng nghiệp đã chứng minh rằng các chuỗi gene và các chuỗi protein là đồng tuyến (colinear): nếu thay đổi ở chuỗi DNA thì có thể tạo ra thay đổi ở chuỗi protein ở các vị trí tương ứng. Việc nghiên cứu của ông đã khám phá ra vì sao các biến đổi được kiểm soát trong cấu trúc của RNA lại cho phép RNA được dùng như một phân tử điều chỉnh trong cả các tế bào vi khuẩn lẫn tế bào động vật.
Charles Yanofsky nay là giáo sư danh dự về Sinh học và Sinh học phân tử ở Đại học Stanford.

## Giải thưởng và Vinh dự
- Giải Sinh học phân tử của Viện hàn lâm Khoa học quốc gia Hoa Kỳ năm 1964
- Giải Albert Lasker cho nghiên cứu Y học cơ bản năm 1971
- Giải Vi sinh học Selman A. Waksman năm 1972
- Giải Louisa Gross Horwitz của Đại học Columbia năm 1976 chung với Seymour Benzer
- Giải quốc tế Quỹ Gairdner năm 1985.
- Hội viên nước ngoài của Hội hoàng gia Luân Đôn năm 1985
- Huy chương Thomas Hunt Morgan năm 1990
- Giải Passano năm 1992
- Huy chương Khoa học quốc gia (Mỹ) năm 2003.

## Tác phẩm
- Yanofsky, Charles (2007), “RNA-based regulation of genes of tryptophan synthesis and degradation, in bacteria.”, RNA, 13 (8), tr. 1141–54, doi:10.1261/rna.620507, PMID 17601995
- Yanofsky, Charles (2005), “The favorable features of tryptophan synthase for proving Beadle and Tatum's one gene-one enzyme hypothesis.”, Genetics, 169 (2), tr. 511–6, PMID 15731515
- Yanofsky, Charles (2004), “The different roles of tryptophan transfer RNA in regulating trp operon expression in E. coli versus B. subtilis.”, Trends Genet., 20 (8), tr. 367–74, doi:10.1016/j.tig.2004.06.007, PMID 15262409
- Yanofsky, C (2000), “Transcription attenuation: once viewed as a novel regulatory strategy.”, J. Bacteriol., 182 (1), tr. 1–8, doi:10.1128/JB.182.1.1-8.2000, PMID 10613855
- Yanofsky, C; Konan, K V; Sarsero, J P (1996), “Some novel transcription attenuation mechanisms used by bacteria.”, Biochimie, 78 (11–12), tr. 1017–24, doi:10.1016/S0300-9084(97)86725-9, PMID 9150880
- Yanofsky, C (1988), “Transcription attenuation.”, J. Biol. Chem., 263 (2), tr. 609–12, PMID 3275656
- Yanofsky, C; Platt, T; Crawford, I P; Nichols, B P (1981), “The complete nucleotide sequence of the tryptophan operon of Escherichia coli.”, Nucleic Acids Res., 9 (24), tr. 6647–68, doi:10.1093/nar/9.24.6647, PMID 7038627
- Yanofsky, C (1981), “Attenuation in the control of expression of bacterial operons.”, Nature, 289 (5800), tr. 751–8, doi:10.1038/289751a0, PMID 7007895
- Yanofsky, C (1971), “Tryptophan biosynthesis in Escherichia coli. Genetic determination of the proteins involved.”, JAMA, 218 (7), tr. 1026–35, doi:10.1001/jama.218.7.1026, PMID 4940311
- Yanofsky, C (1967), “Gene structure and protein structure.”, Harvey Lect., 61, tr. 145–68, PMID 5338072